# Adewale Akinnuoye-Agbaje
Adewale Akinnuoye-Agbaje (ur. 22 sierpnia 1967 w Londynie, Wielka Brytania) – brytyjski aktor, reżyser, scenarzysta, producent filmowy i model.
Występował m.in. w serialu telewizyjnym Zagubieni i filmach Tożsamość Bourne’a, Thor: Mroczny świat, Legion samobójców.

## Życiorys

### Wczesne lata
Urodził się w Islington w Londynie, w Anglii. Jego nazwisko podzielone na trzy części oznacza „Wojownik poszukiwaczy bogactwa i dostatku” (akin: wojownik, nuoye: poszukiwaczy, agbaje: dostatku, bogactwa). Jego nigeryjscy rodzice byli pochodzenia joruba, którzy byli studentami w Wielkiej Brytanii. Kiedy miał sześć tygodni, jego biologiczni rodzice przekazali go białej rodzinie robotniczej w Tilbury w hrabstwie Essex. Jego przybrani rodzice mieli co najmniej dziesięcioro afrykańskich dzieci, w tym dwie siostry Akinnuoye-Agbaje, które w pewnych momentach mieszkały w ich domu. Jego przybrany ojciec zarabiał na życie jako kierowca ciężarówki i walczył o finansowe utrzymanie rodziny.
Kiedy miał osiem lat, jego biologiczni rodzice sprowadzili go z powrotem do Nigerii, ale ponieważ nie był w stanie mówić w języku joruba i nie potrafił się asymilować, wkrótce potem wrócił do Tilbury. Jako młody chłopiec był narażony na ciągłe prześladowania rasowe w białej dzielnicy, w której dorastał. Po nieustannych fizycznych atakach miejscowych skinheadów zdobył ich szacunek, stając im naprzeciw i ostatecznie łącząc z nimi siły. W wieku 16 lat jego biologiczni rodzice wysłali go do szkoły z internatem w Surrey, gdzie ostatecznie próbował popełnić samobójstwo, zanim pogodził się ze swoim pochodzeniem i zmienił swoje życie.
Uzyskał tytuł licencjata na Uniwersytecie Londyńskim, a następnie tytuł magistra prawa w prestiżowym King’s College London. Podczas studiów pracował w sklepie odzieżowym, gdzie został wprowadzony w świat mody. W młodości mieszkał w Mediolanie, gdzie pracował jako model. 17 marca 2017 otrzymał tytuł doktora honoris causa od księżnej Anny, kanclerza Uniwersytetu Londyńskiego.

### Kariera
Kariera modela zaprowadziła go do Hollywood, gdzie rozpoczął karierę aktorską od gościnnego występu jako Davis Bateman w jednym z odcinków serialu Pamiętnik Czerwonego Pantofelka (1994) i kinowej roli Kahegi w filmie przygodowym Franka Marshalla Kongo (1995) z Ernie Hudsonem. W komedii Ace Ventura: Zew natury (1995) wystąpił jako Hitu. Za rolę skazańca Simona Adebisiego w serialu więziennym HBO Oz (1997–2000) zdobył dwie nominacje do NAACP Image Awards (2000 i 2001). W biograficznym dramacie kryminalnym Jima Sheridana Get Rich or Die Tryin’: Historia 50 Centa (2005) z raperem 50 Centem zagrał postać Majestica. Jako Mr. Eko w serialu ABC Zagubieni (2005–2006) był nominowany do Nagrody Satura 2006 w kategorii najlepszy drugoplanowy aktor telewizyjny.

## Filmografia
- Ace Ventura: Zew natury (Ace Ventura: When Nature Calls, 1995) jako Hitu
- Kongo (Congo, 1995) jako Kahega
- Delta Wenus (Delta of Venus, 1995) jako Voodoo Man
- Śmiertelna podróż (Deadly Voyage, 1996) jako Paul
- 20 000 mil podmorskiej żeglugi (20 000 Leagues Under the Sea, 1997) jako Cabe Attucks
- Oz (1997–2003) jako więzień nr 93A234 Simon Adebisi
- Linc’s (1998) jako Winston Iwelu
- Legionista (Legionnaire, 1998) jako Luther
- Zniewolenie: Prawdziwe losy Fanny Kemble (Enslavement: The True Story of Fanny Kemble, 2000) jako Joe
- Red Shoe Diaries 12: Girl on a Bike (2000) jako Student
- Lip Service (2001) jako Sebastion
- Mumia powraca (The Mummy Returns, 2001) jako Lock-Nah
- Tożsamość Bourne’a (The Bourne Identity, 2002) jako Nykwana Wombosi
- Antidotum (Unstoppable, 2004) jako Junod
- Zagubieni (Lost, 2004) jako Mr. Eko
- Magia zmysłów (The Mistress of Spices, 2005) jako Kwesi
- On the One (2005) jako Bull Sharky
- Get Rich or Die Tryin’: Historia 50 Centa (Get Rich or Die Tryin’, 2005) jako Majestic
- G.I. Joe: Czas Kobry (2009) jako Heavy Duty
- W pogoni za zemstą (Faster, 2010) jako Ewangelista
- Elita zabójców (Killer Elite, 2011) jako agent
- Coś (The Thing, 2011) jako Jameson
- Kula w łeb (Bullet to the Head, 2012) jako Morel
- Thor: Mroczny świat (Thor: The Dark World, 2013) jako Algrim/Kurse
- Pompeje (Pompeii, 2014) jako Atticus
- Annie (2014) jako Nash
- Gra o tron (2015) jako Malko
- Trumbo (2015) jako Virgil Brooks
- Legion samobójców (2016) jako Killer Croc

### Teledyski
| Rok  | Tytuł                            | Wykonawca      |
| ---- | -------------------------------- | -------------- |
| 1989 | „Talk It Ove”                    | Grayson Hugh   |
| 1991 | „Jealousy”                       | Pet Shop Boys  |
| 1992 | „Something He Can Feel”          | En Vogue       |
| 1993 | „Love No Limit”                  | Mary J. Blige  |
| 1993 | „I Want It All Night Long”       | Heather Hunter |
| 1994 | „You Don’t Love Me (No, No, No)” | Dawn Penn      |